# 特拉弗斯 (明尼蘇達州)
特拉弗斯（英語：Traverse）是位於美國明尼蘇達州尼科萊特縣特拉弗斯鎮區的一個非建制地區。

## 歷史
特拉弗斯的郵局於1853年設立，其後於1915年停運。

## 地理
特拉弗斯所處的海拔為高於海平面302米（即991英呎），而該地所採用的時區為UTC-6，即北美中部時區（CST）。同時該地設有夏令時間，為UTC-6調快一小時，即UTC-5（CDT）。